# Årstadalstunneln
Årstadalstunneln är en dubbelspårig spårvägstunnel för Tvärbanan i Söderort inom Stockholms kommun.
Tunneln är cirka 500 meter lång och anlades mellan åren 1996 och 2000 Den går genom Nybodaberget i stadsdelen Liljeholmen. Tunneln förbinder hållplatserna Årstaberg och Årstadal. Hållplatsen Årstadal är delvis inrymd i tunnelns norra del.
Genom Nybodaberget leder ytterligare tunnlar, Nybodatunnlarna, som byggdes 1860 och 1909 för Västra stambanan. Den nyare av dessa är i bruk för industrispår.

## Bilder

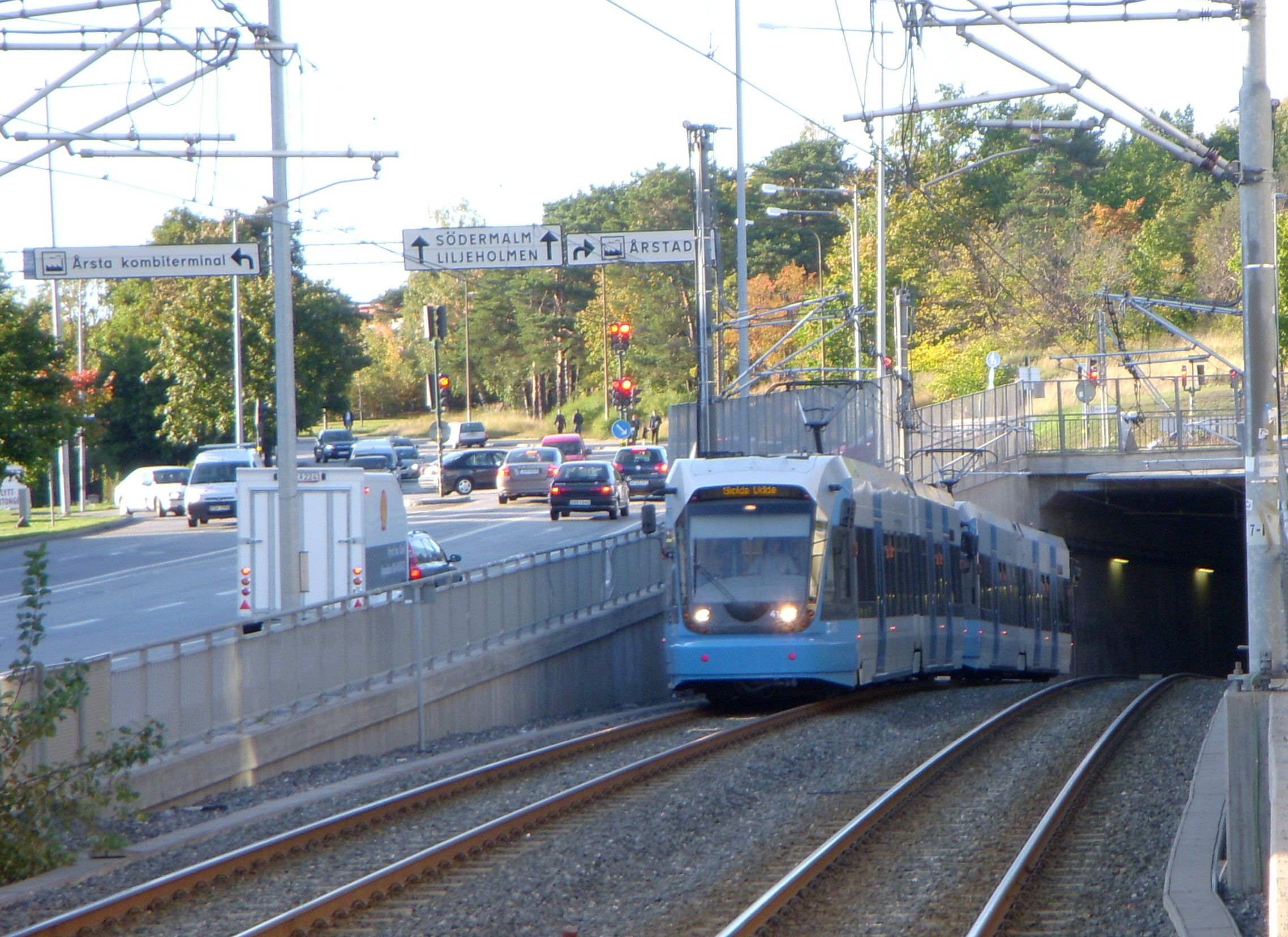
Södra tunnelöppningen
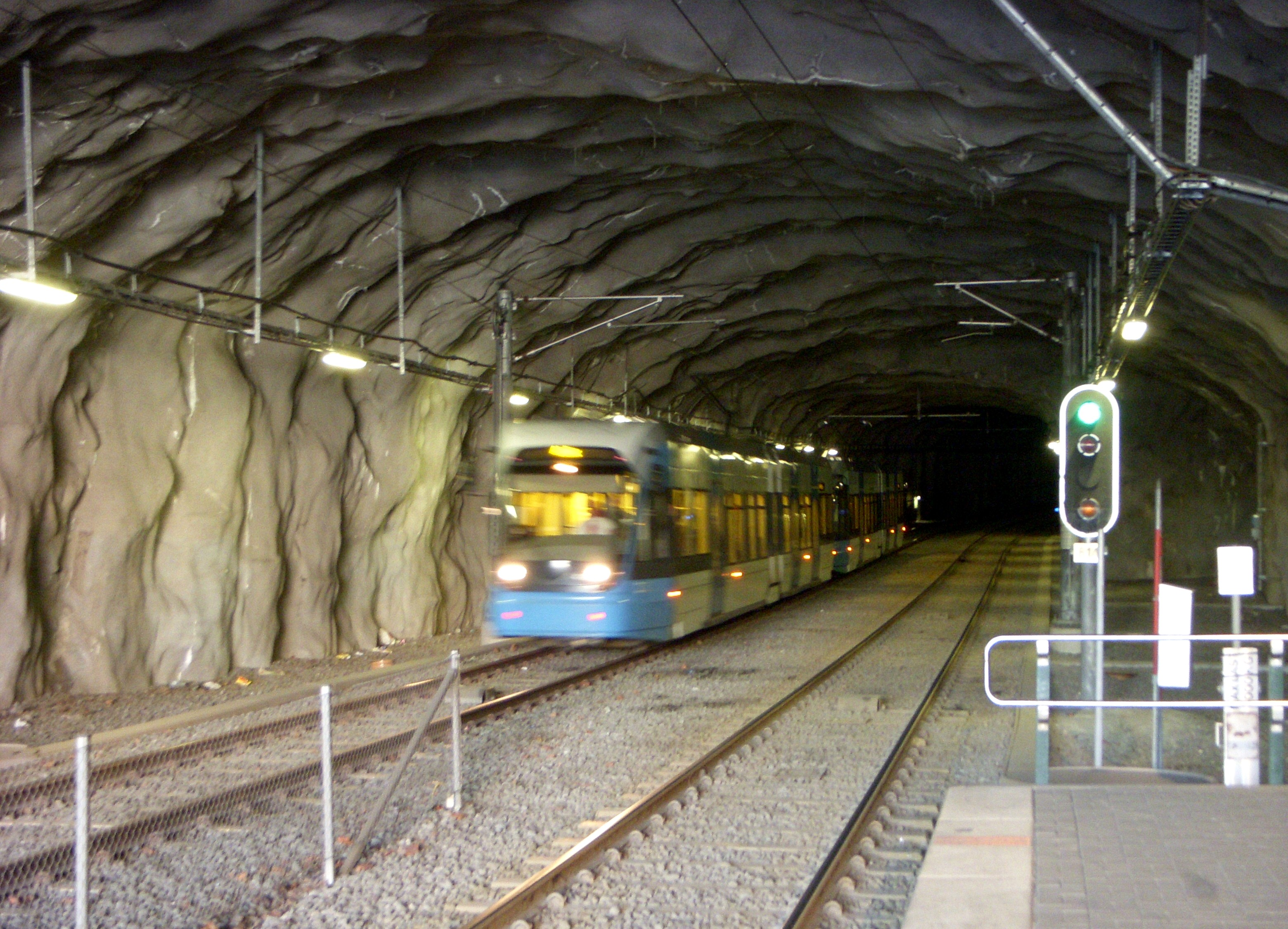
Tvärbanan i Årstadalstunneln
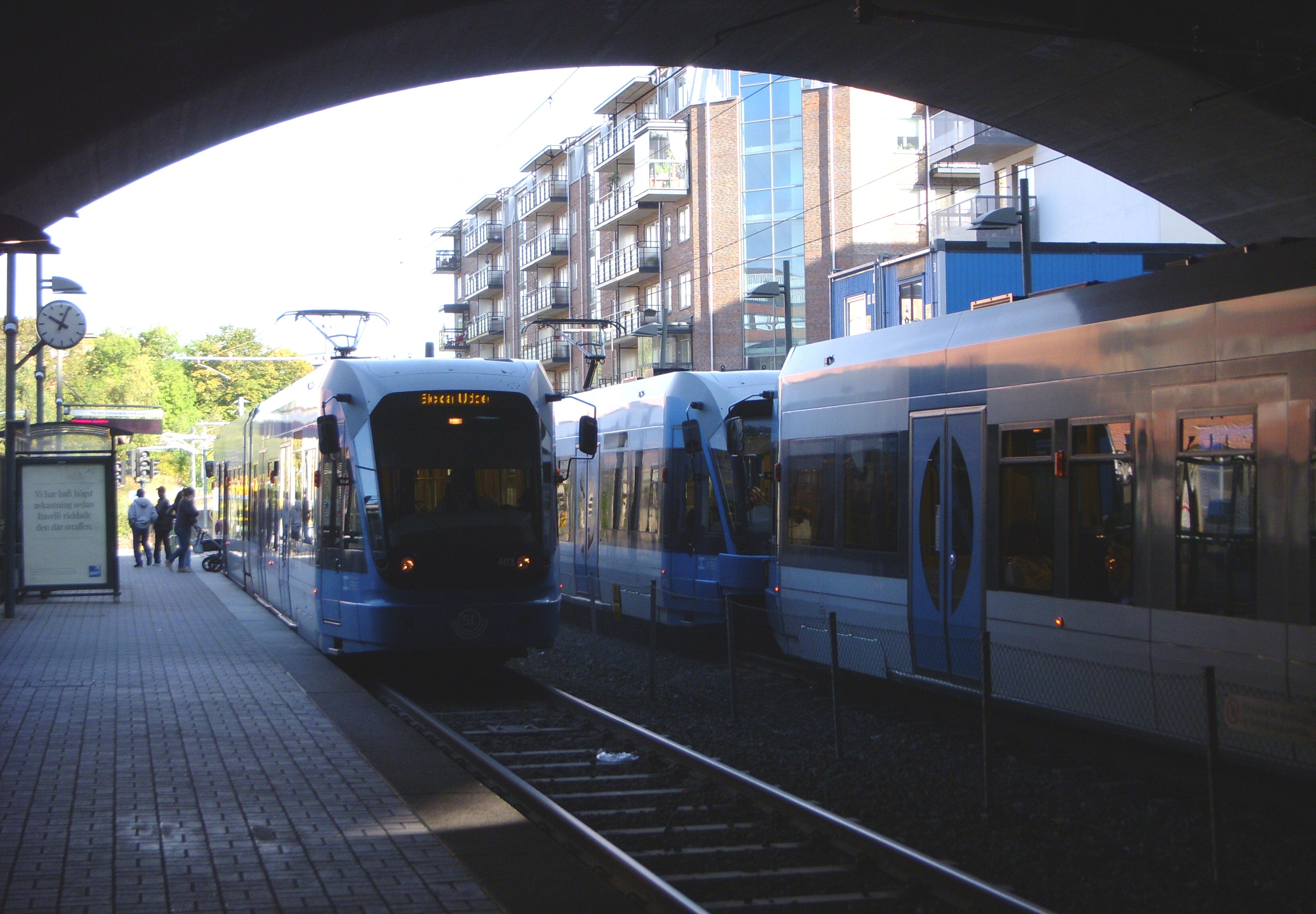
Hållplatsen Årstadal på norrsidan